# Мон-де-Марсан
Мон-де-Марса́н (фр. Mont-de-Marsan, окс. Lo Mont de Marsan) — коммуна на юго-западе Франции, административный центр департамента Ланды, одного из пяти департаментов административного региона Новая Аквитания.
Основанное в Средние века в точке слияния двух рек поселение позже стало главным укреплённым городом Ландов. История Мон-де-Марсана оставила следы, которые и сегодня украшают центр города: донжон Лакатайе, где сейчас находится музей скульптур, средневековые улицы, участки старинных городских укреплений, старинные дома горожан, старый речной порт, парки и украшенные цветочными композициями бульвары.
Мон-де-Марсан расположен к югу от лесов Ландов, самого крупного лесного массива Западной Европы. Отсюда легко доступны песчаные пляжи французского Серебряного берега и Пиренейский массив.

## География
Мон-де-Марсан, территория которого составляет 36,9 км2, расположен у южной границы Ландских лесов, в непосредственной близости от гасконского аграрного региона Шалосс. Названный «городом трёх рек», Мон-де-Марсан расположен в точке слияния двух рек, Миду и Дуз, которые в самом центре города образуют третью реку, Мидуз, главный приток Адура.

## Происхождение названия
До сих пор обсуждается несколько версий происхождения названия Мон-де-Марсана.
Согласно одной гипотезе, название города напоминает о храме в честь бога Марса, построенном римлянами на вершине холма, господствующего над городом: Mons Martiani. Эта версия не нашла никаких археологических подтверждений.
Согласно второй версии, слово Marsan возникло из слов ar (стоячая вода или болото) или aar (река) и an (местность, край). Mont может означать холмы к югу от города. Таким образом, согласно этой гипотезе, название Мон-де-Марсан может означать «гора в крае болот или рек».
Согласно третьей версии, название города произошло от патронима Marsan. Фамилия Марсан имеет корни в приходе Марсан, находящегося в современном департаменте Жер, и в свою очередь происходит от латинского имени Martianus. Таким образом, согласно этой версии название города происходит от имени Martianus.

## История

### Доисторический период
В ходе проведённых археологических раскопок установлено, что территория между двух рек была населена в разные промежутки времени начиная с периода Палеолита. Без сомнения, место возле слияния рек имело множество преимуществ для заселения.
Серия археологических раскопок, начатая в 1980-х годах и затем продолженная 2000-х годах, позволила установить множество следов проживания человека, датированные периодом Бронзового века. Многочисленные остатки богато украшенных керамических изделий свидетельствовали о значимости места раскопок, однако не позволили установить его роль (жилище, ферма, культовое сооружение и т. д.).
Количество находок, датированных римским завоеванием, резко повышается. Были проведены раскопки в саду у донжона Лакатайе, в ходе которых обнаружено множество фрагментов амфор, датированных I и II веками. Раскопки под современным зданием Генерального совета департамента подтвердили населённость этой местности, поскольку были обнаружены следы жилищ.

### Образование города в XII веке

Расположение Мон-де-Марсана и виконтства Марсан на землях Гаскони (оттенки зелёного) в 1150 году

Мон-де-Марсан был основан виконтом Марсана Пьером I. До этого времени резиденция виконтов находилась немного восточнее, в поселении Рокфор, у слияния двух небольших рек, Дулуз и Эстампон. Заинтересовавшись местом слияния реки Мидуз, Пьер решил в период между 1136 и 1140 годом основать новое поселение на землях, принадлежавших приходам Сен-Пьер-дю-Мон и Сен-Жене-дез-Валле.
В первую очередь на новом месте он построил крепость, со временем получившую название Старый замок (она располагалась на месте современного городского театра). Эта крепость позволила виконту контролировать место слияния рек и взимать пошлину на товары, перевозимые по реке Мидуз, обеспечив, таким образом, постоянное поступление средств в свою казну. Новая столица виконтства стала существенным звеном в цепочке товарооборота: зерновые и смолы спускали из Мон-де-Марсана в Байонну, а обратно по реке поднимали соль и металлы. Вина и арманьяк начали транспортировать только в XIV веке.
Затем виконт Пьер I пригласил жителей приходов Сен-Пьер и Сен-Жене поселиться вокруг нового замка. Главным образом это были крепостные, которым он обещал свободу в обмен на их участие в обороне замка. Вскоре приход Сен-Пьер-дю-Мон опустел, как и его окрестности.
В ту эпоху эти земли в религиозном и в светском плане находились в зависимости от могущественного аббатства Сен-Север. Чтобы успокоить возмущения аббата, виконт Пьер I наделил аббатство правом построить церковь в новом городе и открыть там же бенедиктинское приорство. Таким образом была построена первая городская церковь, находившаяся на месте современной церкви де ла Мадлен.
Мон-де-Марсан расширялся очень быстро, особенно в северо-восточном направлении. В XIII веке городская каменная стена из ракушечника окружала уже весьма многочисленное поселение. Устройство пристани и возведение моста через Миду у подножия замка привели к основанию посёлка на противоположном берегу. С этого момента горожане стали различать «старый город» по типу селения при замке, между Дузом и Миду, и «город у фонтана», находившийся южнее, на стороне современной мэрии.
Порт Мон-де-Марсана был расположен в некотором отдалении, на левом берегу реки Мидуз. Он развивался очень быстро благодаря стратегическому положению города между Байонной и Тулузой, между По и Бордо. Таким образом, Мон-де-Марсан был условным «ключом» ко всем этим городам. Вокруг построенного порта образовался новый городской квартал. Около 1260 года именно в этом квартале был основан монастырь францисканцев, которых во Франции традиционно называли «кордельерами». Этот квартал также был обнесён стеной, в которой имелись врата в направлениях к Эр-сюр-л’Адуру, Сен-Северу и Тартасу. Обитель клариссинок, основанная неподалёку в Бейри в 1256 году, была переведена в Мон-де-Марсан в 1275 году, и разместилась неподалёку от Старого замка.
Потребовалось чуть более ста лет, чтобы новый город возник и укрепился как оборонительный, портовый и религиозный центр региона.

### Средневековье и Столетняя война
Алиенора Аквитанская принесла герцогство Аквитания в 1152 году в качестве приданого своему мужу Генриху Плантагенету, который в 1154 году стал английским королём Генрихом II. Таким образом, Мон-де-Марсан перешёл под английское господство, где он находился примерно 300 лет, вплоть до 1441 года. Во время вооруженных конфликтов Столетней войны, когда в окрестностях строили бастиды, население находило убежище за городскими стенами. Город превратился в крепость. В XIII веке город перешёл во владение дома Фуа-Беарн. В 1344 году виконт де Марсан Гастон Феб восстановил замок Нолибо и усилил оборонительные городские укрепления. После этого, в течение длительного периода, с XIV по XVII век, в городе не было значительных изменений.
В годы английского господства в городе появилась необычная традиция, когда каждый новый мэр перед вступлением в должность приносил присягу в церкви Сен-Пьер-дю-Мон. Эта традиция существовала на протяжении пяти столетий, и прекратилась только после Французской революции.
Будучи важным коммерческим и перевалочным центром Гиени, из Мон-де-Марсана в порт Байонны направляли товары местного производства (в особенности зерновые и арманьяк) на протяжении средневековья и в эпоху дореволюционной Франции. Значительное развитие речных перевозок укрепило благосостояние речников, которые организовались в профессиональные корпорации. Товары перевозили на плоскодонных плашкоутах и барках, которые имели местное название «галюп». Практически постоянно город находился в соперничестве с другими соседними торговыми городами, особенно с Даксом.

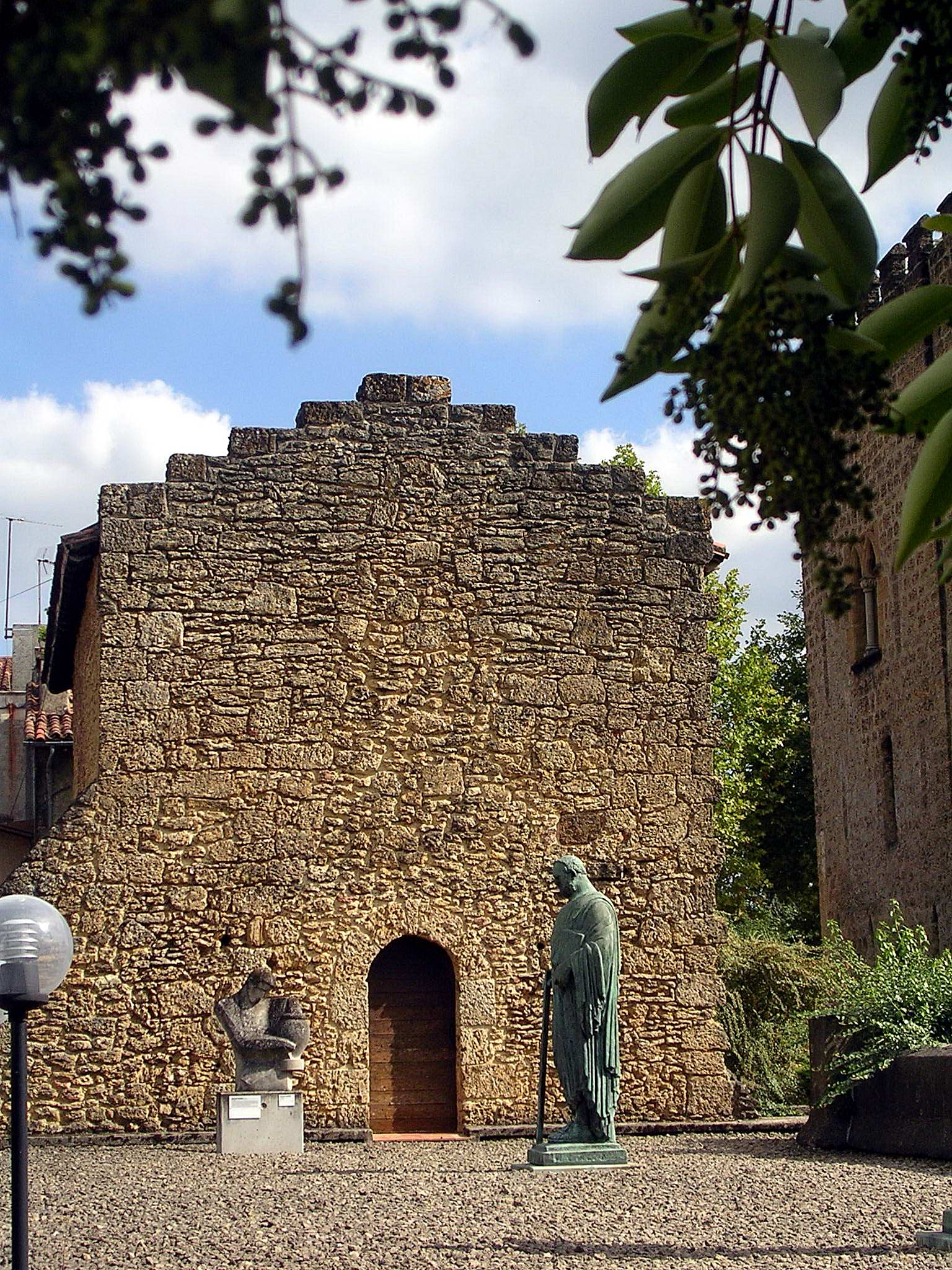
Часовня (XIV век) на площади Place Pujolin
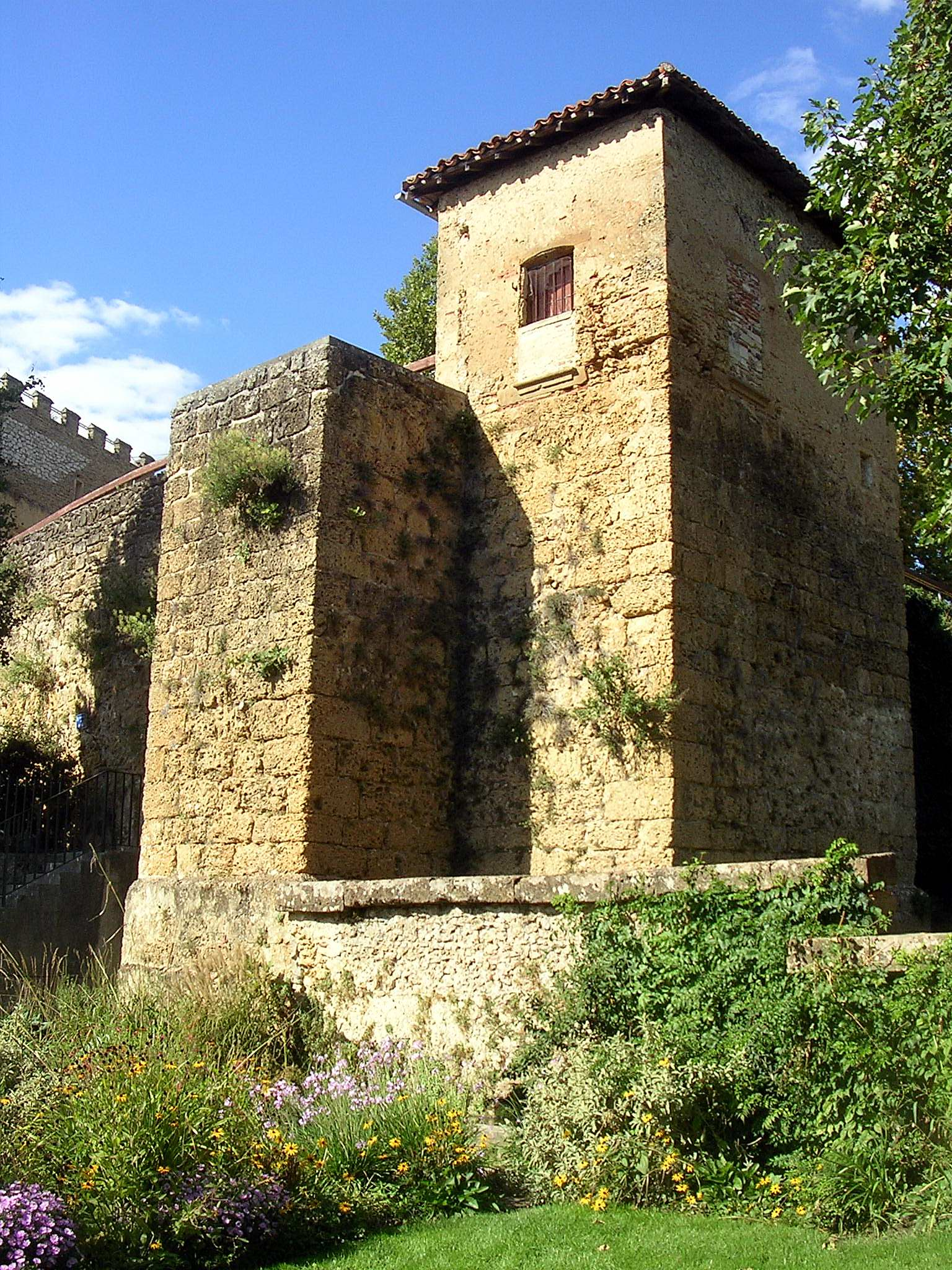
Башня городских укреплений, построенная незадолго до основания города (XII век)
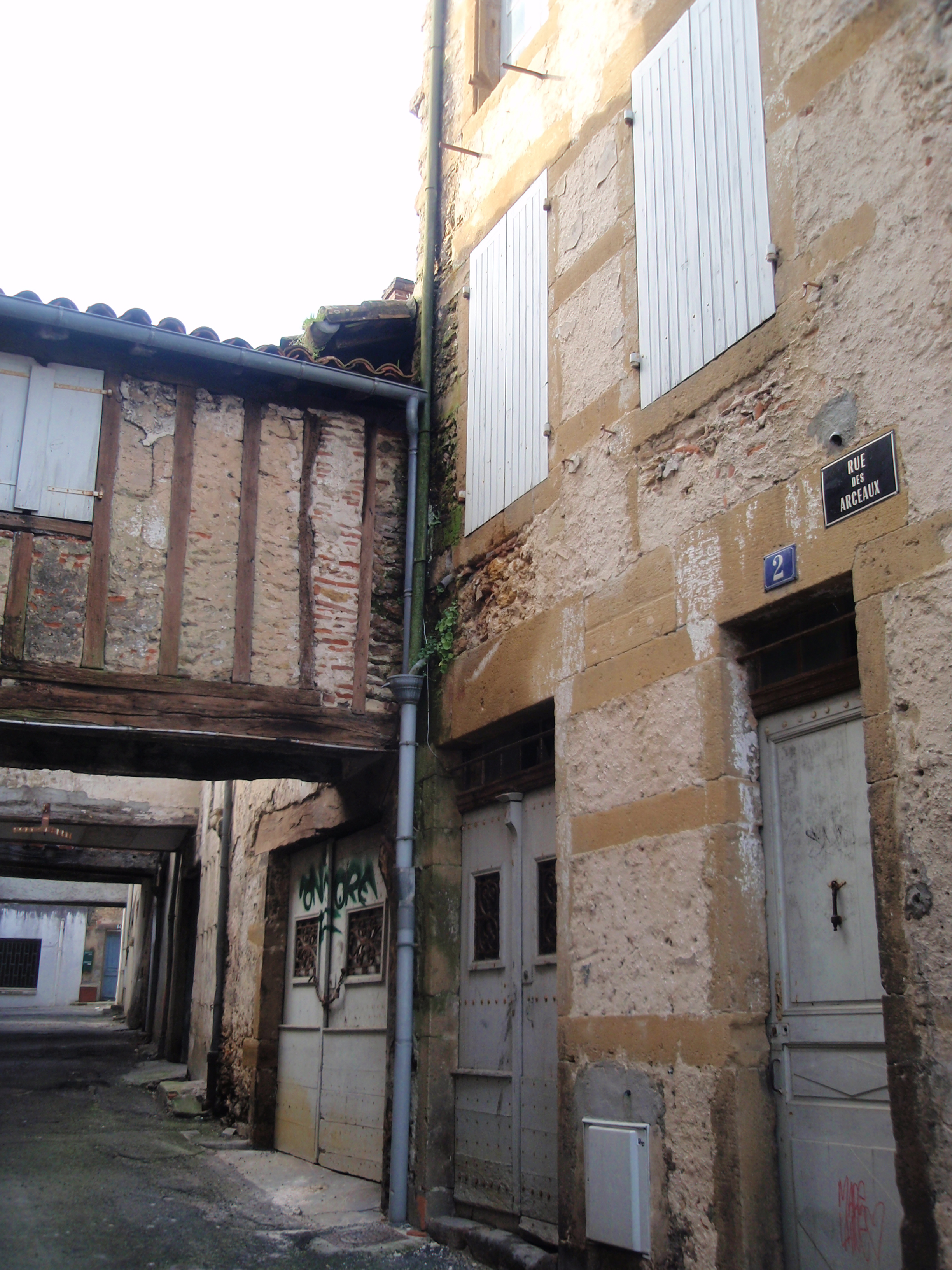
Старинная улочка rue des Arceaux в историческом центре
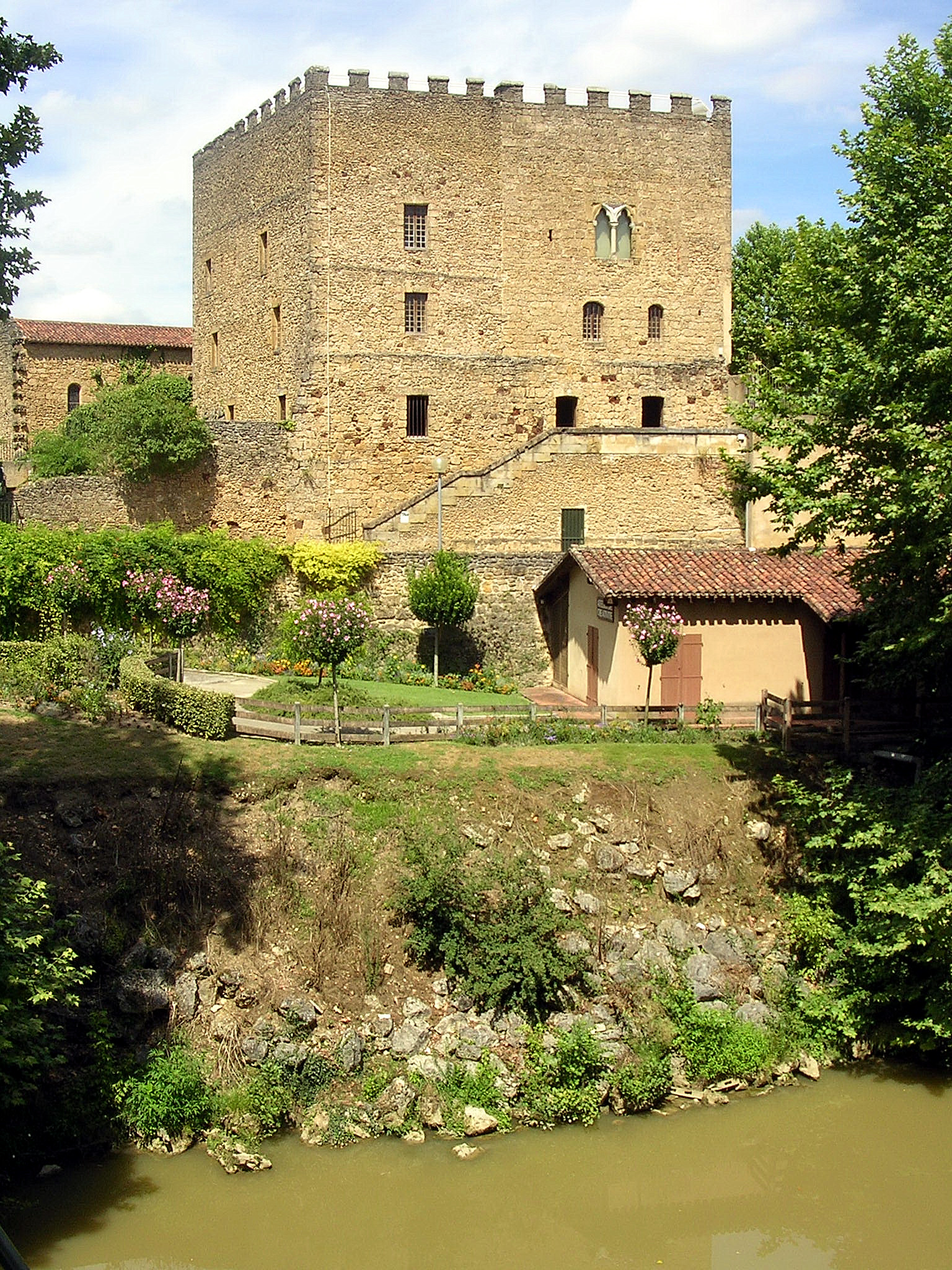
Донжон Лакатайе (XV век)

### Религиозные войны и Французская революция

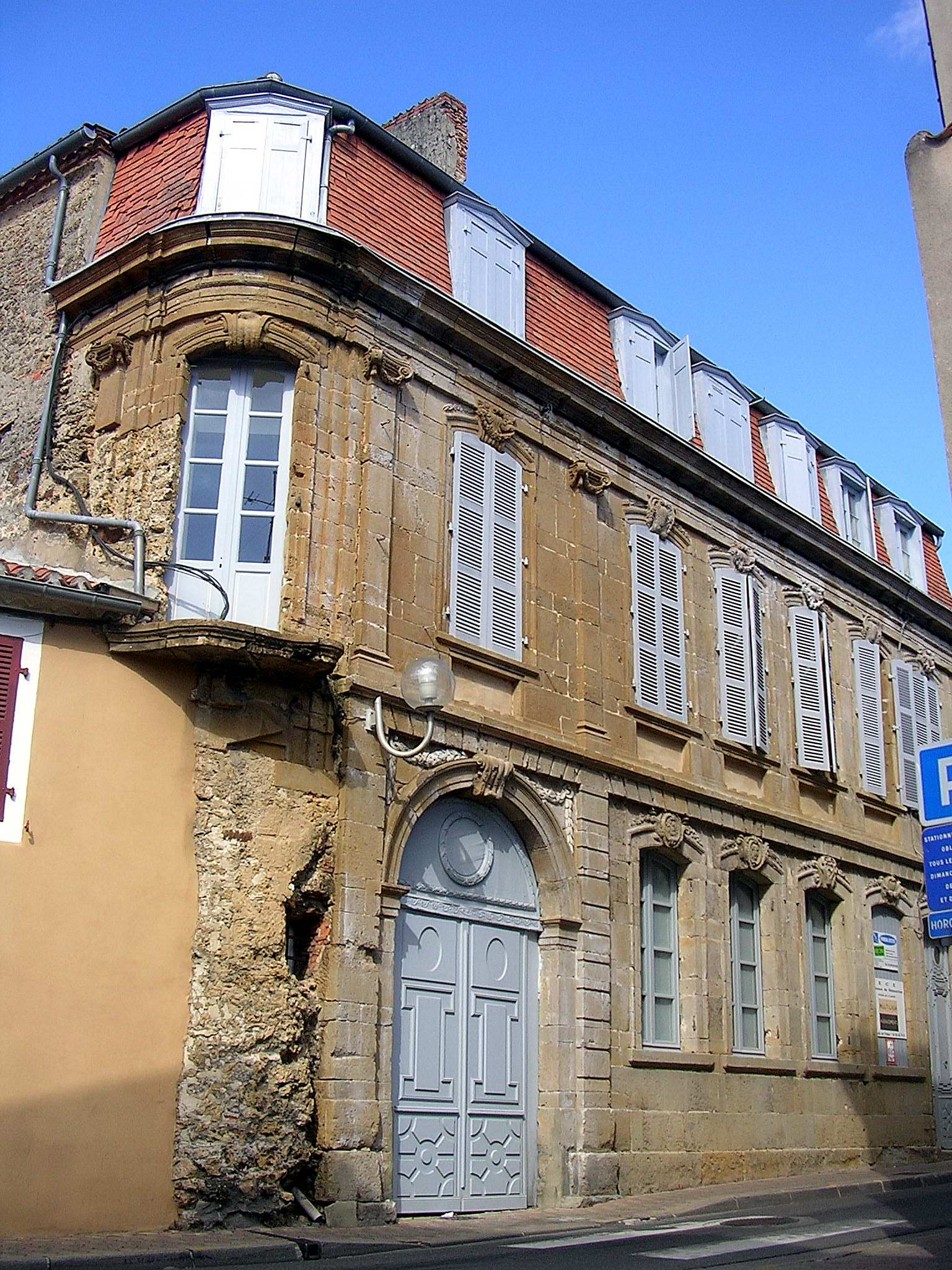
Фасад дома Дюпейре, пример особняка городской буржуазии конца XVIII века

В 1517 году в Мон-де-Марсане скончалась Екатерина де Фуа, королева Наварры. В том же, 1517 году, земли Марсана перешли во владение семьи Альбре, правившей тогда Наваррой. Оказавшись во владении Жанны д’Альбре (принявшей кальвинизм в 1560 году), а затем её сына Генриха III Наваррского, ставшего впоследствии королём Генрихом IV, город стал «протестантской крепостью». Начиная с 1560 года Мон-де-Марсан оказался в самом центре вооружённого противостояния католиков и гугенотов в Гаскони. Католики под командованием Блеза де Монлюка захватили город 16 мая 1569 года, и только в 1577 году гугеноты смогли отвоевать его под командованием нормандского аристократа Габриэля де Монтгомери. В ходе непрерывных боевых действий были разрушены предместья города, а также монастырь клариссинок, располагавшийся с XIII века возле ворот на Рокфор. Генрих III Наваррский победоносно вошёл в город 22 ноября 1583 года. С ним связано наступление периода экономического благополучия для города. В 1586 году по его указанию возвели бастионные укрепления, так называемые «Tenailles», защитившие город с востока. Взойдя на французский престол, он присоединил город к владениям короны Франции в 1607 году.
После прекращения религиозных войн оборонительные укрепления города стали бесполезны. Главный министр Ришельё в 1622 году распорядился снести часть Старого замка и Замок Нолибо. В настоящее время от этих укреплений сохранились только несколько фрагментов старых стен и старинный пункт наблюдения — «донжон Лакатайе». Город снова оказался в центре волнений во время Фронды в 1653 году.
В течение XVII века на месте разрушенных укреплений были основаны монастыри клариссинок, урсулинок, варнавитов. Город смог удержать славу коммерческого центра торговли винами, арманьяком и зерновыми; ещё в 1654 году Мон-де-Марсан имел статус «житницы Нижней Гиени». В 1777 году было принято решение снести городские врата, а в 1809 году уничтожили последние остатки Старого замка. Как следствие, улучшилось транспортное сообщение в городе.

### Образование префектуры департамента
12 января 1790 года в революционную эпоху во Франции, подобно другим департаментам, был образован департамент Ланды. Согласно постановлению Учредительного собрания Мон-де-Марсан стал административным центром (префектурой) этого департамента. Согласно этому постановлению Мон-де-Марсан должен был исполнять функции префектуры попеременно с Даксом, однако на практике такой смены не происходило никогда.

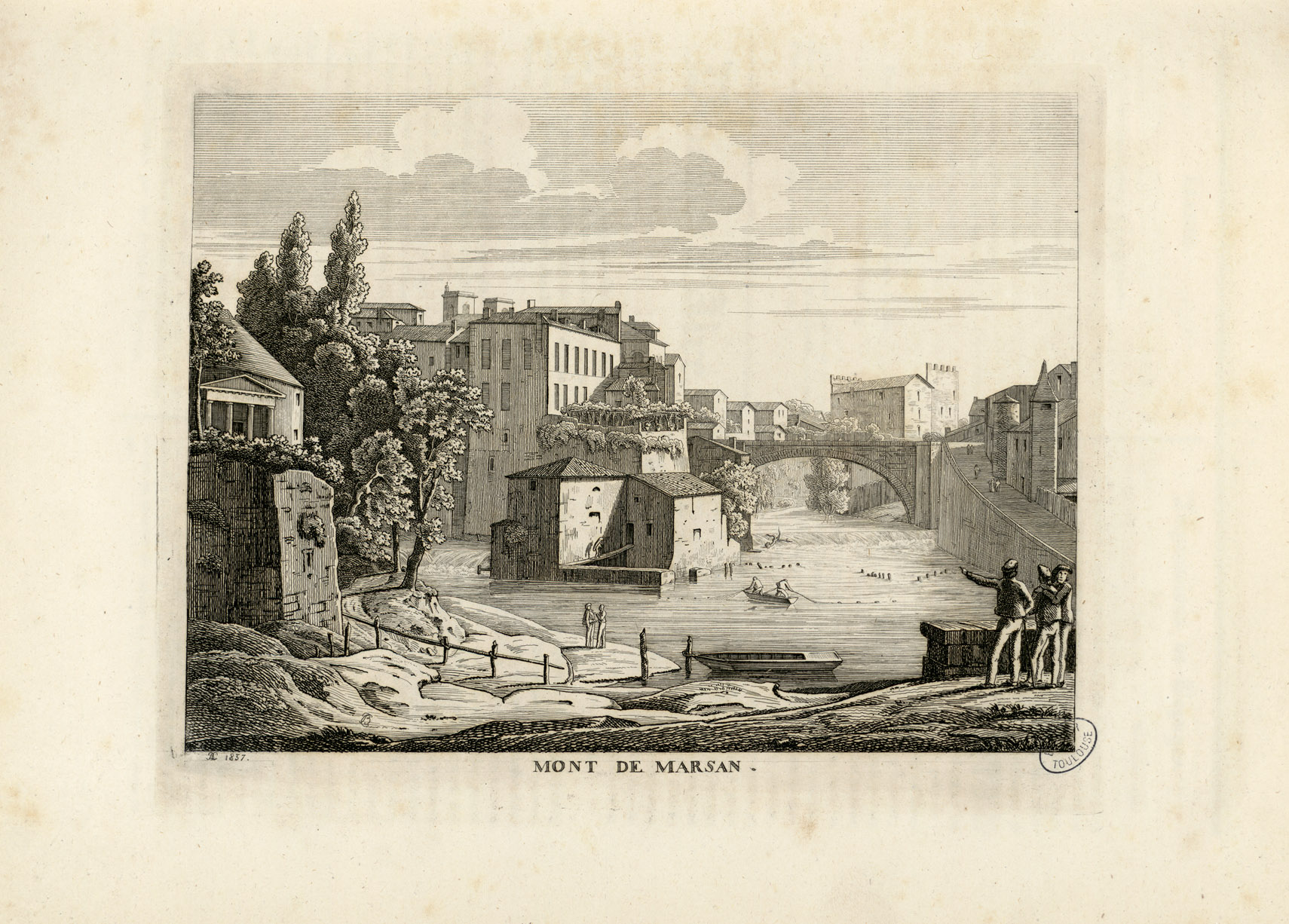
Порт Мон-де-Марсана в начале XIX века

В период Французской революции город носил имя Mont-Marat. Став столицей департамента, город был должен в короткие сроки обзавестись новыми зданиями для размещения администрации. Поэтому в течение XIX века город полностью изменился, освободившись от признаков города-крепости. Крупные стройки появились вдоль современной улицы rue Victor Hugo; одновременно строили дворец правосудия и тюрьму, возводили новое здание для префектуры. После обрушения старой церкви XIV века, в 1830 году построили церковь де ла Мадлен в стиле классицизма. Также в городе строили мосты и начали прокладку бульваров. В этот период в Мон-де-Марсане стала развиваться дорожная сеть и железнодорожные линии.
В 1866 году территория Мон-де-Марсана существенно расширилась благодаря включению в его состав трёх самостоятельных коммун. В тот же год торжественно открыли лицей Виктора Дюрюи.
После 1860 года, когда был начат проект высадки ландских лесов, продвигавшийся императором Наполеоном III, через городской порт стали проходить крупные партии древесины. В городе появились богатые торговцы, построившие несколько частных особняков на современной площади place Pancaut. Однако в начале XX века портовая деятельность пошла на спад и уже в 1903 году полностью прекратилась.
В период с 1932 по 1944 годы в Мон-де-Марсане построили первые корпусы больницы Лайне, ряд школ, а также расширили арены Плюмасон (построенные в 1889 году).
В годы Второй мировой войны город был оккупирован немецкими войсками начиная с 28 июня 1940 года. Немцы реквизировали аэродром, создав на его основе самую важную авиабазу Luftwaffe на юго-западе Франции. 27 марта 1944 года военные объекты подверглись бомбардировке, в которой участвовало около 50 самолётов союзников. В ходе этого авианалёта погибло 12 гражданских лиц и 15 получили ранения. Город был освобождён 21 августа 1944 года.
|                                     |                                      |                                                                |                           |                                 |                                |
| Здание префектуры Ландов (1818 год) | Фасад церкви де ла Мадлен (1825 год) | Городская библиотека (1846 год), служившая мэрией до 1946 года | Арены Плюмасон (1889 год) | Мэрия Мон-де-Марсана (1901 год) | Городской театр Мон-де-Марсана |

### Современность

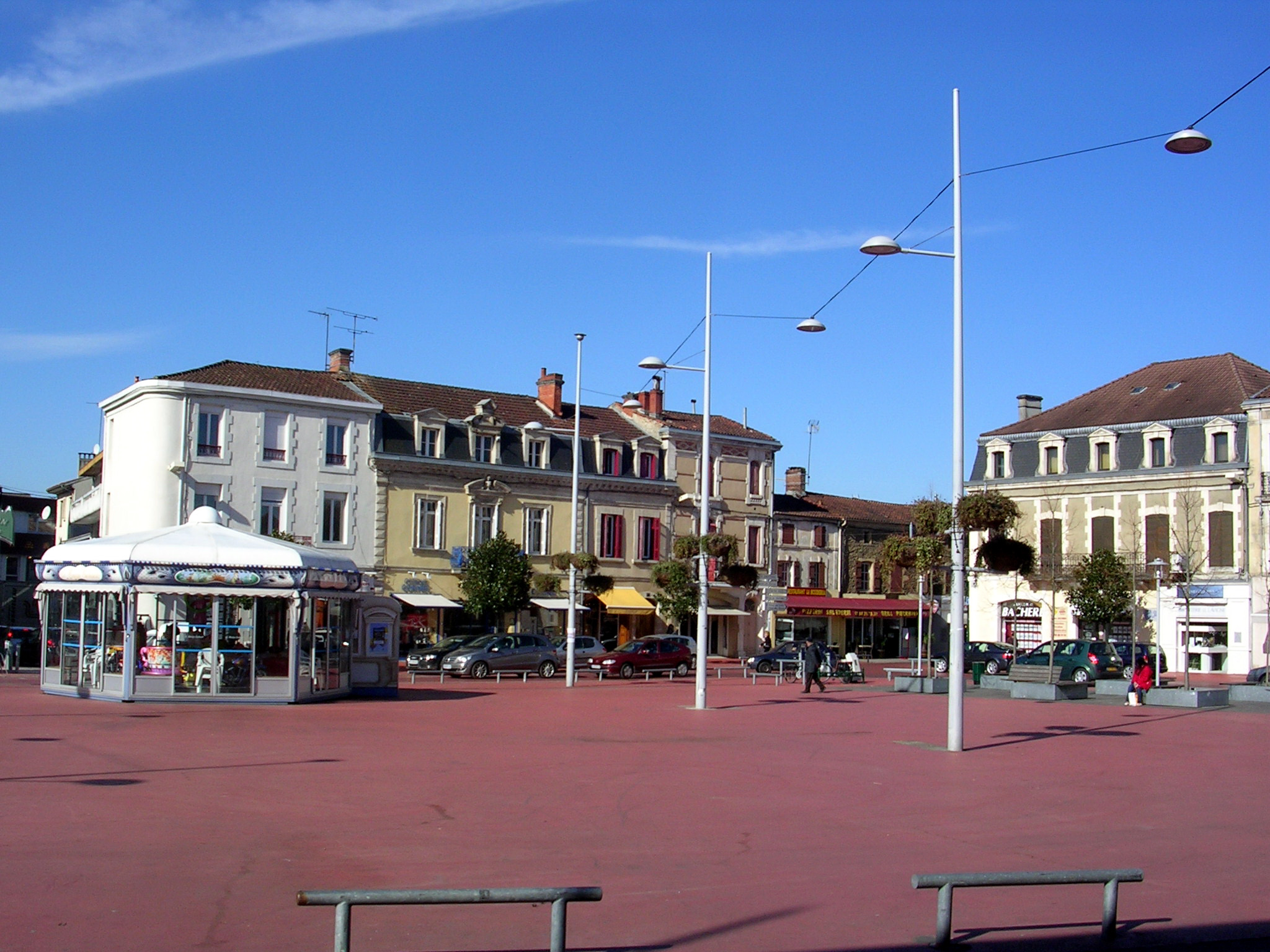
Площадь Place Saint-Roch, раскрашенная в красный в память о традициях тавромахии

В 1946 году на территории коммуны открыт Испытательный центр военной авиации Франции (Авиабаза 118), придавший новый импульс развитию города. Численность населения стала быстро расти, появилась возможность открывать торговые центры.
Политика урбанизации, проводимая городскими властями, начиная с 1962 года заключалась в постоянном сдвиге границы окружавших город сосновых лесов и строительстве на освободившихся землях новых жилых кварталов.
В 2000-х годах в развитии города наступила пора упадка. Население в центре города неуклонно сокращалось и торговым предприятиям стало трудно сохранять рентабельность, что заметно на примере торгового центра знаменитой французской сети Nouvelles Galeries, бывшего эмблемой центра города и окончательно закрытого в 2008 году после трёхкратной смены владельцев.
Новая политика городского развития, принятая в 2009 году, направлена на слом негативной тенденции. Эта программа, имеющая название Cœur de ville, ставит целью вдохнуть новую жизнь в исторический центр города, обновив фасады и стимулируя развитие жилья и торговли, при этом северный район города (Peyrouat) планируется преобразовать в новый экологический район (разрушение ветхих зданий, прокладка «зелёной дороги» и реализация концепции «обитаемого дерева», с внедрением геотермального отопления). Реализация программы намечена в срок до 2018 года.
Новый импульс частным и государственным проектам развития придало прохождение через город автомагистрали A65, благодаря которой Мон-де-Марсан теперь отделяет час езды от трёх крупнейших городов региона — Бордо, По и Байонны. Также объявлены планы о строительстве железнодорожной ветки LGV для движения высокоскоростных поездов.

## Экономика
Мон-де-Марсан является ведущим центром занятости в департаменте Ланды. Занятость населения близлежащих коммун почти полностью зависит от префектуры департамента.
В целом три сектора экономики преобладают в Мон-де-Марсане:
- Пищевая промышленность: всё что связано с домашней птицей (утки, цыплята, фуа-гра) и кукурузой; крупные предприятия работают в городе в этом секторе (Delpeyrat, Maïsadour).
- Лесная промышленность.
- Испытательный центр военной авиации: на территории коммуны размещена авиабаза 118 (BA 118), одна главных авиабаз постоянной боеготовности ВВС Франции.

Наличие авиабазы 118 имеет первостепенное влияние на демографическое и экономическое развитие агломерации, хотя и стало препятствием расширению города в северном направлении. Имея более 3800 сотрудников, авиабаза является самым крупным работодателем в районе. Между тем, туризм в 1990—2000-е годы не имел существенного развития.
В настоящее время город старается поднять свою привлекательность в глазах потенциальных новых жителей. Открытие в 2009 году нового исправительного центра позволило создать 1000 рабочих мест, а проект военной реформы позволил расширить штат авиабазы 118 на 380 новых рабочих мест.
Благодаря строительству нового вокзала в рамках крупного проекта устройства линии высокоскоростных поездов LGV Бордо—Испания ожидается, что к 2022 году (плановое начало эксплуатации) Мон-де-Марсан будет находиться в 30 минутах от Бордо, По и Байонны, в 1 часе от Тулузы и испанского Сен-Себастьяна, и в 2,5 часах от Парижа.

## Транспорт

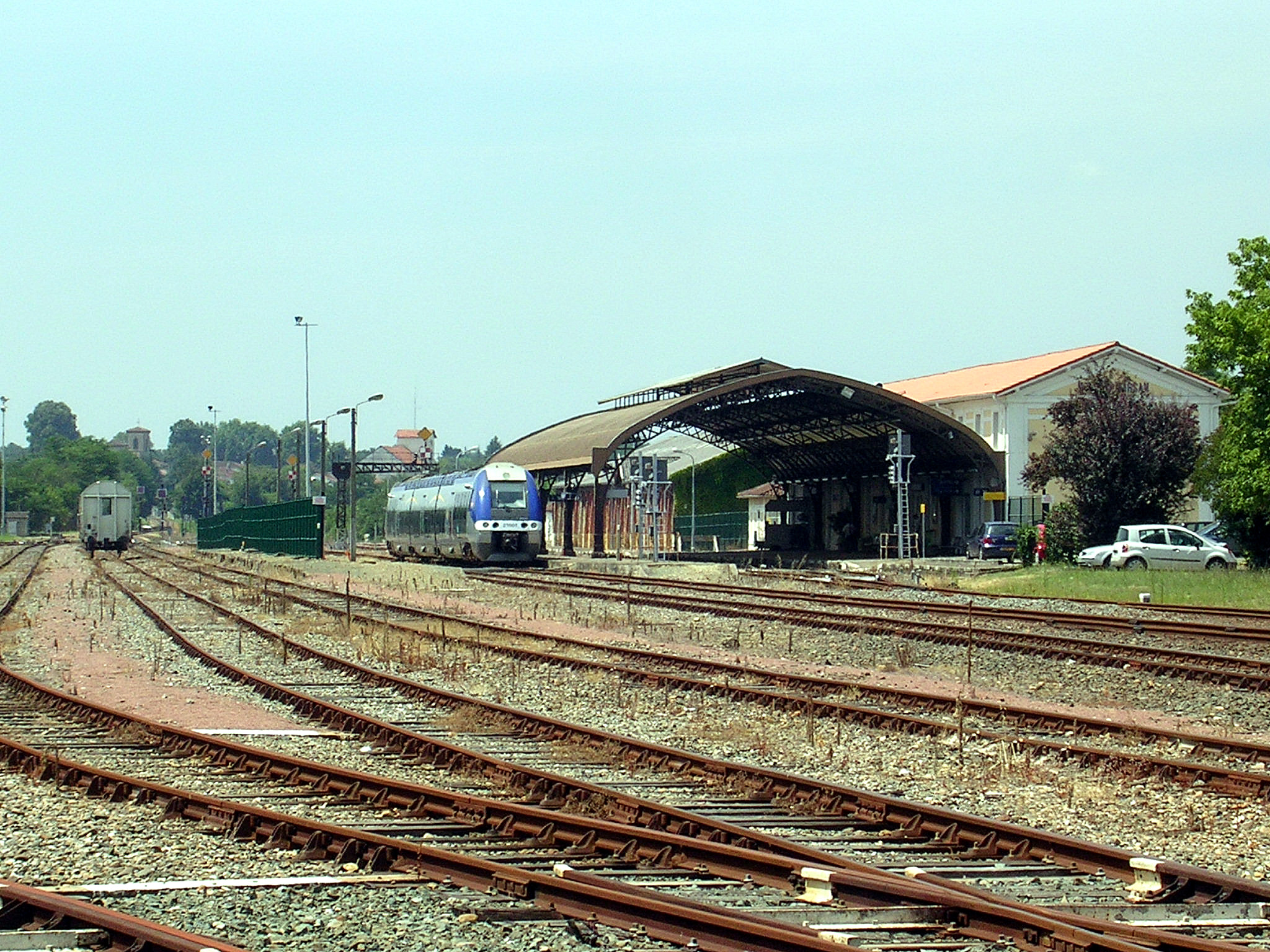
Подъездные пути вокзала Мон-де-Марсан

Географически Мон-де-Марсан находится в центре «большого юго-запада Франции», поэтому все крупные города региона находятся менее чем в двух часах езды на машине (поездка в Тулузу занимает примерно 2,5 часа).
Автомагистраль A65 связывает Мон-де-Марсан с Бордо (130 км) на севере, и с По (80 км) на юге. Трасса N124 (D824) связывает город с Даксом (50 км) и с Байонной (100 км). Трасса D933, а затем A62, позволяют добраться в Ажен (130 км) и затем, через N124, в Тулузу (180 км).
Железнодорожное сообщение в этом районе развито слабо. Прежде город был узлом вторичной железнодорожной сети, но проходящие через него линии закрылись одна за другой на протяжении XX века. Теперь вокзал Мон-де-Марсана является конечной точкой только на линии Морсан (фр. Morcenx) — Мон-де-Марсан, через которую город связан маршрутами региональной сети TER Aquitaine с Бордо, Даксом и Байонной.

### Автобусная сеть Tma
Автобусная сеть, обслуживающая Мон-де-Марсан, носит название «Tma» (произносится как ТеМА). Эта сеть эксплуатируется предприятием Veolia Transport и в её состав входит 7 маршрутов (обозначаются буквами от A до G), на которых курсируют 18 автобусов (каждый из которых окрашен индивидуально, представляя 18 коммун, входящих в состав агломерации).
Дополнительно, по историческому центру города с интервалом 20 минут курсирует бесплатный автобус.

## Историческое и культурное наследие

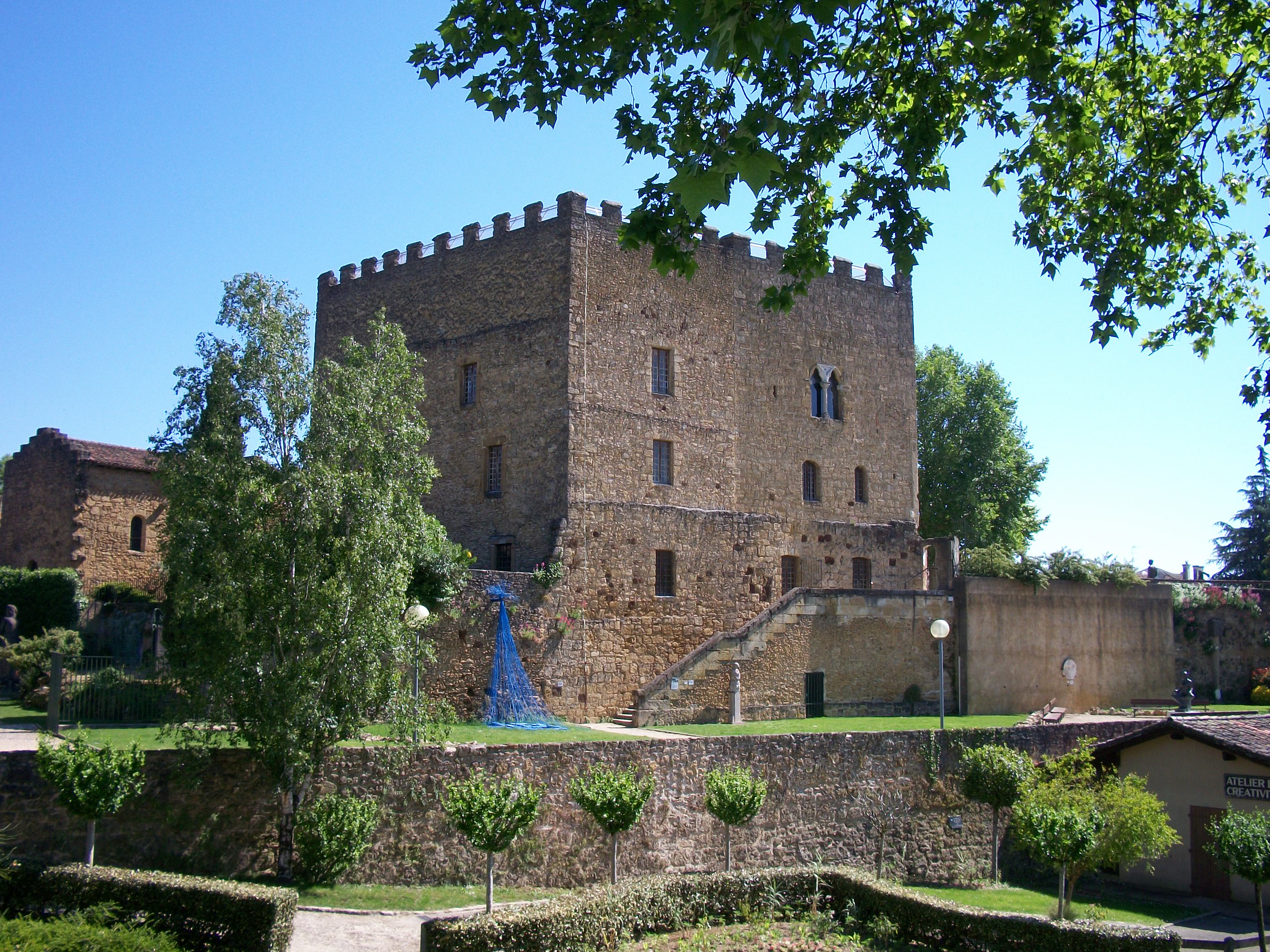
Донжон Лакатайе, где находится музей Деспио-Влерик

Памятники средневековой архитектуры:
- Шато Нолибо и Старый замок, в настоящее время разрушены
- Донжон Лакатайе (XV век), внесён в дополнительный список исторических памятников Франции
- Римские дома-крепости Мон-де-Марсана (XII век), комплекс внесён в дополнительный список исторических памятников
- Городские укрепления Мон-де-Марсана (XII век), комплекс внесён в дополнительный список исторических памятников
- Монастырь кордельеров и его часовня, (XII век)

Религиозные памятники:
- Церковь Сен-Медар-де-Боссе (XI век)
- Старая часовня в романском стиле (XIV век), площадь place Pujolin, объект внесён в дополнительный список исторических памятников
- Церковь де ла Мадлен (1830 год), объект внесён в дополнительный список исторических памятников
- Храм Мон-де-Марсана (1870 год)

### Места для стирки белья

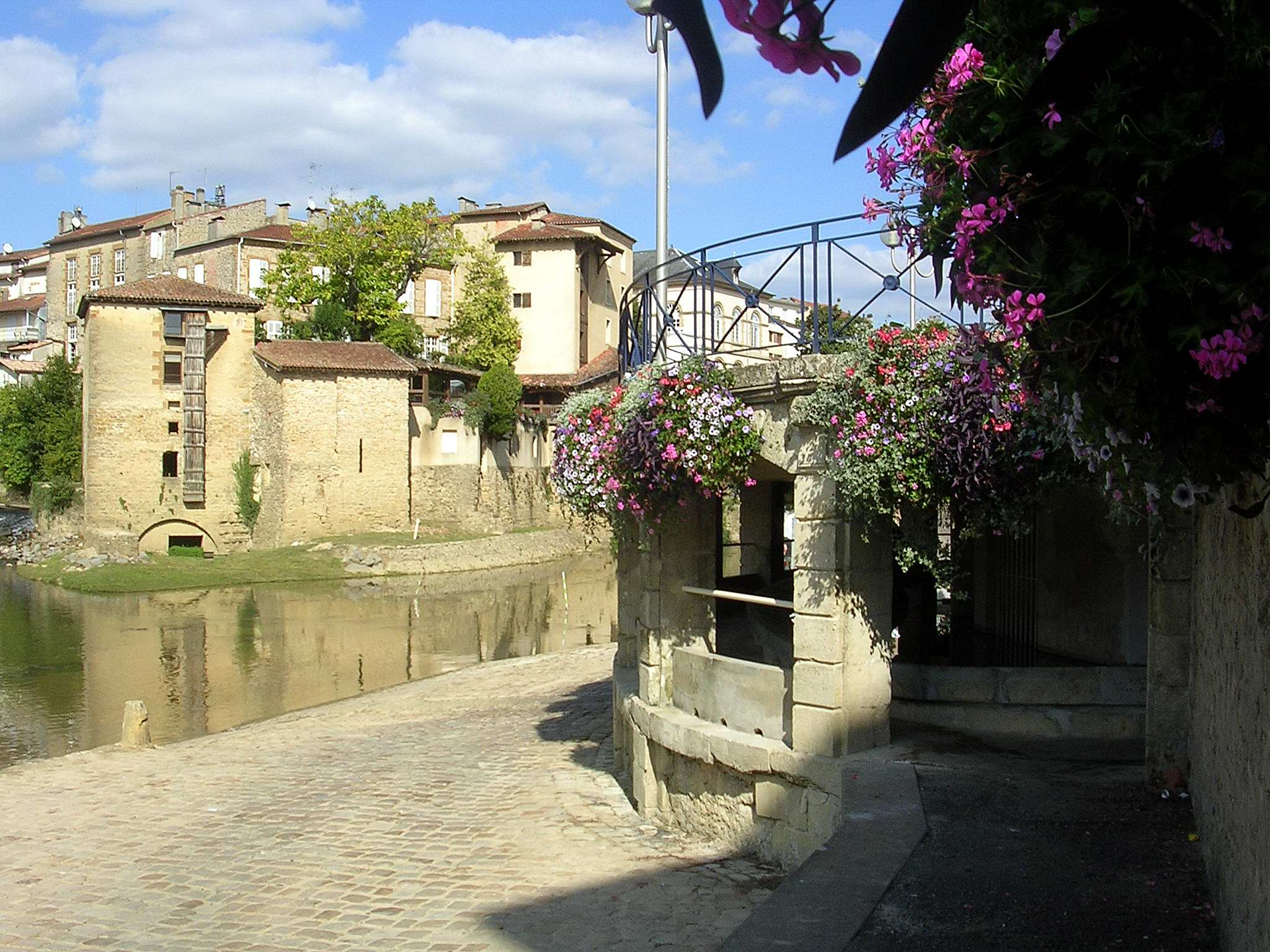
Прачечная (на переднем плане справа)

Мон-де-Марсан построен на берегах трёх рек и город бережно хранит объекты исторического наследия, расположенные у воды. В наше время насчитывается семь старинных оборудованных общественных мест для стирки белья, 6 из которых находятся в самом городе, и 1 в пригороде Сен-Медар. Помимо них остались частные прачечные, которые скрыты в садах и дворах.
Самым старым из сохранившихся городских мест стирки белья является прачечная Lavoir du Bourg Neuf, расположенная у площади Anciens Combattants, ниже проходящего шоссе. Она построена у подножия городских укреплений XII века и донжона Лакатайе, у впадины старого рва, защищавшего город. Здесь устроен фонтан, на котором выгравирована дата 1734. В 1894 городские власти выполнили восстановительные работы этой крытой прачечной, имеющей две ёмкости (одна для чистки и другая для отбеливания). В 1934 году объект снова отремонтировали, починив кровлю, освежив декор, заменив деревянные обшивки и починив ступеньки. В наши дни крыша прачечной покрыта черепицей, а доступ к объекту защищён воротами.
Тем не менее, символом города считается прачечная Lavoir de la Cale de l’Abreuvoir, которую построили в 1870 году по распоряжению мэра, после заиления прачечной Fontaine du Bourg (современная площадь у мэрии). Она находится у кромки левого берега реки Мидуз возле места слияния. Эта прачечная имеет форму половинчатого эллипса, а её фасад выполнен в виде десяти арок на каменных колоннах. Весной 2009 года этот объект был отремонтирован, выполнена гидроизоляция бассейнов и почищен фасад. Этот объект упомянут в книге, посвящённой ста самым красивым местам стирки белья Франции.

## Городские парки
- Парк Жана Рамо (1813 год), знаковый сад Мон-де-Марсана занимает площадь 6 гектаров и расположен на северном берегу реки Дуз.
- Парк дикой природы Nahuques (23 га) с детской игровой площадкой и животными в естественной среде питания (пони, козлята, ламы, кенгуру-валлаби, павлин и др.).
- Парк Этьенна Лаказ с игровой площадкой и полем для петанка.
- Бульвар имени 21 августа 1944 года, устроенный вдоль берега Миду.
- Сквер у площади Anciens Combattants.
- Круглый пруд с деревянными дорожками и понтоном для рыбалки.

## Массовые мероприятия

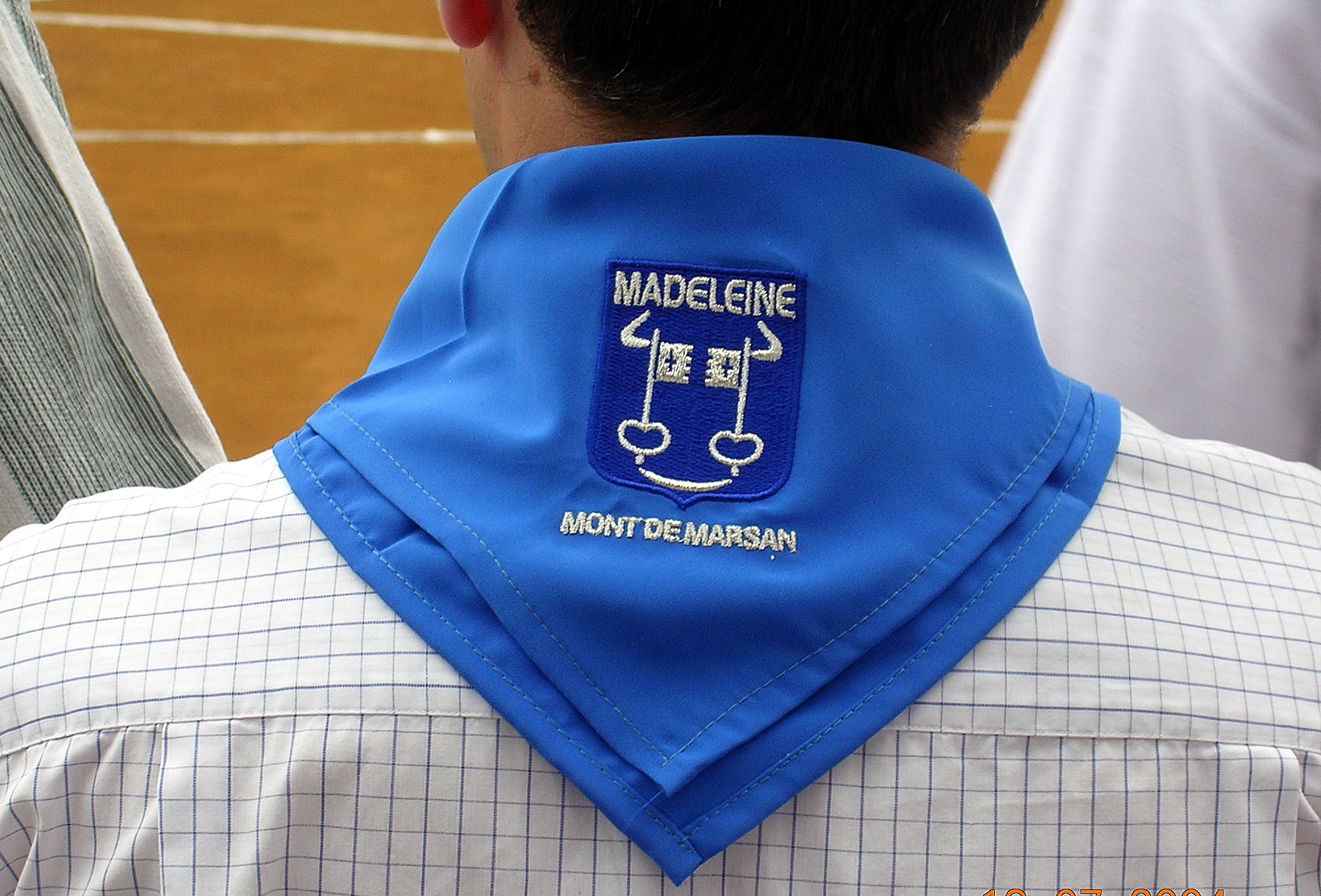
Праздник Мадлен

### Народное гуляние «La Madeleine»
Без сомнения, праздник Мадлен, традиции которого восходят к XVII веку, является самым крупным и любимым жителями городским праздником. Праздник устраивается в стиле ферии (больших ежегодных праздников юга Франции и Испании), и наряду с Праздником Дакса и Праздником Байонны, считается самым крупным народным гулянием юго-запада Франции. Ежегодно в третью неделю июля около 600 000 человек участвуют в уличных представлениях и бычьих зрелищах, проводимых на арене Плюмасон. Мон-де-Марсан является членом «Союза городов корриды Франции».

### Фестиваль «Arte Flamenco»
Генеральный совет департамента Ланды каждый год, начиная с 1989 года, устраивает в Мон-де-Марсане один из самых крупных во Франции фестивалей, посвящённый фламенко — «Arte Flamenco». На протяжении пяти дней первой недели июля театры, кафе и улицы города движутся в ритме испанского танца и песни. Программу этого авторитетного фестиваля дополняют детские представления, демонстрационные показы и выставки.

### Скульптуры Мон-де-Марсана
Каждые два года, как правило весной, мастера современного искусства, салоны и художественные мастерские преображают исторические места и природные пространства города, превращая Мон-де-Марсан в выставочную галерею под открытым небом. Проведение этого фестиваля поддерживает репутацию Мон-де-Марсана как французской столицы современной скульптуры.

## Спорт
В городе базируется регбийная команда, играющая во втором дивизионе чемпионата Франции по регби.